# ريبا ماكنتاير
ريبا نيل (بالإنجليزية: Reba McEntire)‏ مواليد 28 مارس 1955 في أوكلاهوما، الولايات المتحدة، هي ممثلة أمريكية بدأت مسيرتها الفنية عام 1975.

## الأعمال
- 1994: فرايجر

## وصلات خارجية
- الموقع الإلكتروني
- ريبا ماكنتاير على موقع IMDb (الإنجليزية)
- ريبا ماكنتاير على موقع الموسوعة البريطانية (الإنجليزية)
- ريبا ماكنتاير على موقع ألو سيني (الفرنسية)
- ريبا ماكنتاير على موقع ميوزك برينز (الإنجليزية)
- ريبا ماكنتاير على موقع رولينغ ستون (الإنجليزية)
- ريبا ماكنتاير على موقع أول موفي (الإنجليزية)
- ريبا ماكنتاير على موقع قاعدة بيانات برودواي على الإنترنت (الإنجليزية)
- ريبا ماكنتاير على موقع قاعدة بيانات برودواي على الإنترنت (الإنجليزية)
- ريبا ماكنتاير على موقع قاعدة بيانات الأفلام السويدية (السويدية)
- ريبا ماكنتاير على موقع إن إن دي بي (الإنجليزية)